# Pygeum
Pygeum är ett släkte av rosväxter. Pygeum ingår i familjen rosväxter.

## Dottertaxa tillPygeum, i alfabetisk ordning[1]
- Pygeum africanum
- Pygeum anomalum
- Pygeum arboreum
- Pygeum beccarii
- Pygeum brachystachyum
- Pygeum brassii
- Pygeum brevifolium
- Pygeum capitellatum
- Pygeum caudatum
- Pygeum ceylanicum
- Pygeum ciliatum
- Pygeum clementis
- Pygeum cochinchinense
- Pygeum costatum
- Pygeum dolichobotrys
- Pygeum fragrans
- Pygeum gazelle-peninsulum
- Pygeum glandulosum
- Pygeum griseum
- Pygeum havilandii
- Pygeum henryi
- Pygeum kinabaluense
- Pygeum lampongum
- Pygeum lancilimbum
- Pygeum laxiflorum
- Pygeum laxinerve
- Pygeum lucidum
- Pygeum macrocarpum
- Pygeum macropetalum
- Pygeum malayanum
- Pygeum mooneyi
- Pygeum oblongum
- Pygeum ocellatum
- Pygeum odoratum
- Pygeum oliganthum
- Pygeum oocarpum
- Pygeum perreauanum
- Pygeum persimile
- Pygeum polystachyum
- Pygeum pulgarense
- Pygeum pullei
- Pygeum rubiginosum
- Pygeum schlechteri
- Pygeum sclerophyllum
- Pygeum sessiliflorum
- Pygeum spicatum
- Pygeum subglabrum
- Pygeum topengii
- Pygeum turfosum
- Pygeum turnerianum
- Pygeum walkeri
- Pygeum wallaceanum
- Pygeum versteeghii
- Pygeum wilsonii